# Életjel (film, 1954)
Az Életjel egy 1954-ben bemutatott magyar filmdráma, Fábri Zoltán rendezésében. A film központi helyszíne a fiktív Sajókút és annak kőszénbányája. A történet alapjául a szuhakállói bányaomlás szolgált, ahol egy vízbetörés során sok munkás rekedt a tárnában, ami után emberfeletti harc indult megmentésük érdekében.
A film rendezője megpróbál ugyan kilépni a sablonok szorításából – így például a főhős Borsa (akinek alakját a bányaszerencsétlenség mentésében ténylegesen részt vett, és ott életét vesztett Hám Kálmánról mintázták, megszemélyesítője Sinkovits Imre) meghal a mentés során –, de a film összességében mégis sikertelen lett.

## Történet
Részlet az Életjel című könyvből: "Sajókúton - így keresztelték el Szuhakállót a filmben - azon az emlékezetes napon szép, felhőtlen reggel köszöntött az emberekre. A bevezető képsor és a behízelgő hangú elbeszélő megismertet a később bekövetkező dráma szereplőivel, a megelőző inzert tanúsítja, hogy megtörtént eseményről, de kitalált cselekményről, képzeletbeli szereplőkről lesz szó a filmben. A békés, vidám hangulatnak a várhatóan bekövetkező esemény később bizonysággá váló drámaisága már jó előre furcsa nyugtalanságot kölcsönöz, hisz a néző sejti már, mi következik. A Balogh fiú (Sándor Géza) ma száll le először a tárnába: bányász lesz. Lakos (Misoga László), a szájharmonikás „öreg legény" egyetlen disznajában, Feriben gyönyörködik. Jancsó (Darvas Iván) fiatal házas: elérzékenyülten búcsúzik – egyetlen
napra is - fiatal feleségétől. Az öreg Borsa (Solti Bertalan), a többgenerációs bányászcsalád legidősebb tagja (elődei száz esztendeje szállnak le bányába) unokáját, Pistát (Sinkovits Imre) búcsúztatja, aki „gép mellé kerül", utazik Nyaradra. Ambrus párttitkár (Barsi Béla) maga is vájár, várandós feleségét hagyja nap mint nap a felszínen. Virág Anna (Berek Kati), afféle mindenes, mint mindennap, izgatottan lesi a postást, hoz-e neki levelet vőlegényétől, aki Dorogon él. Ők ennek a bekövetkező drámának a „pozitív hősei". S velük szemben állnak a „korhelyek": vezérük Szika (Görbe János), pajtása Góliát (Rajczy Lajos), az erős ember, de közéjük illik az iszákos Varjas Tóni (Bánhidy László) is, akinek nem múlhat el nap anélkül, hogy feleségével (Somogyi Erzsi) össze ne rúgná a port. Kezdődik a műszak, a bányászok leszállnak. A hajdani „tőkés tulajdonos" üzleti számításból nem tüntette fel a bányásztérképen az egyik, vízzel elárasztott vágatot. A brigádtagok ezt készülnek most berobbantani. A robbanás után betör a víz, elvágja a külvilágtól a kis közösséget. Embert próbáló órák, válságos napok következnek, amelyeknek során mindenkiből kiütközik, kicsoda is valójában. Egyesek jól vizsgáznak, mások megbuknak. Szika a vizeskannát bűvöli, majd egy óvatlan pillanatban, amikor senki sem figyel rá, kiissza a maradék vizet, s mikor a Balogh fiú megsebesül, nincs mivel kimosni a sebét. Ahogy fogy a levegő, úgy lesznek mind nyugtalanabbak a lentrekedtek. A korhelyek nem bátorságukkal tűnnek ki: ők azok, akik a leghamarabb pánikba esnek, „lázítanak". Csak a párttitkár őrzi meg higgadtságát. Rendet teremt, lelket önt az emberekbe. Ő tudja, hogy fent nem hagyják őket cserben. Életjelt kell adni. Időközben, a baleset hírére, nemcsak a szűkebb közösség, de az egész ország megmozdul. A hadsereg is „támadásba lendül". Le kell fúrni, levegőt, élelmet, vizet juttatni az omlás alatt rekedteknek. A főmérnök („régi szakember") adat ugyan fúrót, de nem az igazit, a nagy teljesítményű szovjet fúrót. A nagy sárban odavihetetlen -állítja kishitűen. Deák miniszter (Szabó Sándor) - akinek alakját Hidas Istvánról, az MDP PB tagjáról, bánya- és energiaügyi miniszterről „mintázták" az alkotók - a tehetetlen igazgatót is felelősségre vonja („Ki csinált magából igazgatót? Majd mi visszacsináljuk!" - nyilatkozik magabiztosan, holott szemmel láthatóan nem sokat ért az egészből, mindent munkatársától, Csekétől [Kovács Károly] kérdez). A miniszter elrendeli: 100 igás építsen utat a fúrótoronynak. Tank vontatja fel a Kara-dombra, ahol a baleset hírére visszatért, türelmeden Borsa unoka harmadmagával már megkezdte a mentést. Itt találkozik össze Simon Sárával (Kohut Magda), a Bakos ifjúsági brigád vezetőjével, az energikus fúrómesterrel, és menten kölcsönös vonzalom alakul ki közöttük. A repülőgépen helyszínre érkező miniszter (nagy dohányos) 3 pakli pipadohányt tart meg -naponta egyet szív el -, mondván: addigra, mire a dohánya elfogy, be kell fejezni a mentést. Ezalatt a sebesült fiúnak magasra szökik a láza. Borogatás kellene, de víz nincs. A párttitkár saját múltja felidézésével tartja a bányászokban a lelket. „Nem kutya dolog bányásznak lenni - hallatszik a toborzókoncepcióból visszamaradt szólam -, másképp néznek ránk az asszonyok!" Tréfálkozása azonban elhal a megváltoztathatatlannak látszó végbe beletörődő bányászok közönyén, amikor megszólal a telefon. Az első kapcsolat a külvilággal! Annak jele, hogy nem feledkeztek el róluk, dolgoznak megmentésükön. Odalent már csak háromnegyed órára futja a levegőből. A férfiak emlékeznek, feleségük jut eszükbe. Varjas Tóninak Marika, akit reggel még agyon akart ütni. „Marika! Kedvesem, vénasszony, bocsáss meg egy öreg, vén, bolond bányásznak! Más lesz az életünk! Vigyázok rád! Köszönöm neked!" - mondja búcsúzóul a telefonba az asszonynak. Fent kétszerezett erővel fúrnak, még a miniszter is beáll a sorba. A fúrófej áttöri a szénréteget. „Én vagyok, Simon Sára, az I. számú brigád diszista parancsnoka!" - próbál életet önteni az elcsüggedtekbe a harcias amazon. A bányászok a leeresztett béléscső köré állnak, hogy végre friss levegőt szívjanak, de a cső leszakad, ismét fogyni kezd a levegő. Borsa Pista bányamentők élén elindul, hogy kinyissa a vágatajtót, s a veszélyes metángázt, amely elárasztással és mérgezéssel fenyegeti a bentrekedteket, a huzat kivigye. Az ajtót csille zárja el. Az ajtóval-csillével bajlódó Borsa unoka oxigéntartálya megsérül. Gázmérgezést kap, s már nem tudnak segíteni rajta. Halála azonban nem volt értelmetlen: a bányászok kiszabadulnak. Ambrusnak - értesül - fia született. „Kis bányász!" - mondja büszkén. Az égen papírrepülő száll."

## Szereplők
- Barsy Béla – Ambrus
- Solti Bertalan – Bóna
- Bánhidi László – Varjas Tóni
- Rajczy Lajos – Balázs József
- Görbe János – Szika
- Berek Kati – Virágh Anna
- Darvas Iván – Jancsó
- Kőmíves Sándor – Balogh
- Sándor Géza – Sanyi
- Peti Sándor – Gáspár
- Vándor József – Gossner
- Körmendi János – Krivász
- Siménfalvy Sándor – Márkus
- Besztercei Pál – Pali
- Szabó Sándor – Deák
- Kovács Károly – Cseke
- Ujlaky László – Bottyán
- Kohut Magda – Simon Sára
- Sinkovits Imre – Borsa (Hám Kálmán)
- Pethes Sándor – Szász
- Dózsa István – Svana
- Somogyi Erzsi – Varjasné
- Létay Klári – Ambrusné
- Apor Noémi – Jancsóné
- Rajnai Gábor – Orvos
- Keresztessy Mária – Baloghné
- Pándy Lajos – Kádas
- Misoga László – Lakos
- Várkonyi Zoltán – Narrátor
- Károlyi Béla – A mentőegység egyik tagja